# Гантінгтон (Вірджинія)
Гантінгтон (англ. Huntington) — переписна місцевість (CDP) в США, в окрузі Ферфакс штату Вірджинія. Населення — 13 749 осіб (2020).

## Географія
Гантінгтон розташований за координатами 38°47′29″ пн. ш. 77°4′27″ зх. д. / 38.79139° пн. ш. 77.07417° зх. д. (38.791470, -77.074304).  За даними Бюро перепису населення США в 2010 році переписна місцевість мала площу 2,92 км², з яких 2,81 км² — суходіл та 0,10 км² — водойми.

## Демографія
Згідно з переписом 2010 року, у переписній місцевості мешкало 11 267 осіб у 5804 домогосподарствах у складі 2335 родин. Густота населення становила 3864 особи/км².  Було 6409 помешкань (2198/км²).
Расовий склад населення:
| - 62,3 % — білих - 13,5 % — чорних або афроамериканців - 9,5 % — азіатів - 0,4 % — корінних американців - 0,1 % — вихідців з тихоокеанських островів - 10,0 % — осіб інших рас |

До двох чи більше рас належало 4,3 %. Частка іспаномовних становила 21,7 % від усіх жителів.
За віковим діапазоном населення розподілялося таким чином: 13,3 % — особи молодші 18 років, 75,8 % — особи у віці 18—64 років, 10,9 % — особи у віці 65 років та старші. Медіана віку мешканця становила 35,9 року. На 100 осіб жіночої статі у переписній місцевості припадало 108,1 чоловіків;  на 100 жінок у віці від 18 років та старших — 108,5 чоловіків також старших 18 років.
Середній дохід на одне домашнє господарство  становив 104 993 долари США (медіана — 86 970), а середній дохід на одну сім'ю — 116 523 долари (медіана — 98 397). Медіана доходів становила 67 128 доларів для чоловіків та 61 953 долари для жінок. За межею бідності перебувало 6,7 % осіб, у тому числі 7,4 % дітей у віці до 18 років та 6,7 % осіб у віці 65 років та старших.
Цивільне працевлаштоване населення становило 8395 осіб. Основні галузі зайнятості: науковці, спеціалісти, менеджери — 20,2 %, публічна адміністрація — 18,6 %, освіта, охорона здоров'я та соціальна допомога — 14,9 %, мистецтво, розваги та відпочинок — 12,3 %.